# Nova Gorica
Nova Gorica er en by i det vestlige Slovenien med et indbyggertal på ca. 13.031 (2020) indbyggere. Byen ligger ved grænsen til nabolandet Italien.